# Hede
Hede – miejscowość (tätort) w Szwecji, w regionie administracyjnym (län) Jämtland, w gminie Härjedalen.
Według danych Szwedzkiego Urzędu Statystycznego liczba ludności wyniosła: 837 (31 grudnia 2015), 833 (31 grudnia 2018) i 796 (31 grudnia 2019).